# Departamento Federal de Economía, Formación e Investigación
El Departamento Federal de Economía, Formación e Investigación (DEFI) (en alemán Eidgenössisches Departement für Wirtschaft, Bildung und Forschung (WBF), en francés Département fédéral de l'économie, de la formation et de la recherche (DERF), en italiano Dipartimento federale dell'economia, della formazione e della ricerca (DEFR)) es uno de los siete departamentos o ministerios del Consejo Federal de Suiza. 
El departamento federal de economía cuenta con más de 2.000 empleados. Sus tareas son: garantizar la óptima aplicación de los requisitos básicos para los empleadores y empresarios de la industria, a las pequeñas y medianas empresas, así como también para las corporaciones multinacionales. El departamento gestiona y apoya la decisiones de política económica y su aplicación y por lo tanto puede apoyar una política que mejora la situación para la investigación económica y en Suiza en la competencia mundial.

## Cambios en su denominación
- 1848: Departamento del Comercio y Peajes
- 1873: Departamento de Ferrocarriles y Comercio
- 1879: Departamento del Comercio y Agricultura
- 1888: Departamento de Industria y Agricultura
- 1896: Departamento de Comercio, Industria y Agricultura
- 1915: Departamento de Economía Pública
- 1979: Departamento Federal de Economía Pública
- 1998: Departamento Federal de Economía
- 2013: Departamento Federal de Economía, Formación e Investigación

## Dependencias
- Secretariado General
  - Servicio Civil
  - Oficina Federal del Consumidor
    - Vigilancia de precios
- Oficinas:
  - Secretariado de Estado de Economía (SECO)
  - Oficina de Integración DFAE/DFE
  - Oficina Federal de Formación Profesional y Tecnología (OFFT)
  - Oficina Federal de Agricultura (OFAG)
  - Oficina Veterinaria Federal (OVF)
    - Instituto de Virología e Inmunoprofilaxis (IVI)

  - Oficina Federal para el Suministro Económico del País (OFAE)
  - Oficina Federal de Vivienda (OFV)

Oficinas dependientes del DFE:
- Vigilancia de Precios
- Comisión de Competencia (ComCo)

## Consejeros federales jefes del departamento
| - 1848–1853: Friedrich Frey-Herosé - 1854: Wilhelm Matthias Naeff - 1855: Josef Munzinger - 1855–1856: Constant Fornerod - 1857: Josef Martin Knüsel - 1858: Constant Fornerod - 1859–1860: Josef Martin Knüsel - 1861–1866: Friedrich Frey-Herosé - 1867–1873: Wilhelm Matthias Naeff - 1873–1874: Johann Jakob Scherer - 1875–1877: Karl Schenk - 1878: Joachim Heer - 1879–1880: Numa Droz | - 1881: Louis Ruchonnet - 1882–1886: Numa Droz - 1887–1896: Adolf Deucher - 1897: Adrien Lachenal - 1898–1902: Adolf Deucher - 1903: Ludwig Forrer - 1904–1908: Adolf Deucher - 1909: Josef Anton Schobinger - 1910–1912: Adolf Deucher - 1912–1934: Edmund Schulthess - 1934–1940: Hermann Obrecht - 1940–1947: Walther Stampfli | - 1948–1954: Rodolphe Rubattel - 1955–1959: Thomas Holenstein - 1960–1961: Friedrich Traugott Wahlen - 1961–1969: Hans Schaffner - 1970–1978: Ernst Brugger - 1978–1982: Fritz Honegger - 1983–1986: Kurt Furgler - 1987–1998: Jean-Pascal Delamuraz - 1998–2002: Pascal Couchepin - 2003–2006: Joseph Deiss - 2006–2010: Doris Leuthard - 2010-2019 Johann Schneider-Ammann - desde 2019 Guy Parmelin |